# Vasil Țușco
Vasil Țușco (în ucraineană Василь Петрович Цушко) (n. 1 februarie 1963, satul Cioara-Murza, raionul Tarutino, Ucraina) este un politician ucrainean de etnie moldovenească (română). A îndeplinit funcția de deputat în Rada Supremă a Ucrainei (1994-2006) și ministru al afacerilor interne (2006-2007).

## Pregătirea profesională
Vasil Țușco s-a născut în satul Cioara-Murza din raionul Tarutino (regiunea Odesa, RSS Ucraineană) într-o familie de etnie moldovenească . A urmat studii liceale la Tehnicum-ul de Mecanizare și Electrificare a Agriculturii din orașul Ismail (1978-1982) și s-a înscris apoi la Facultatea de Economie din cadrul Institutului Agronomic din Odesa. Între anii 1983-1985, Țușco și-a satisfăcut stagiul militar obligatoriu în Armata Sovietică. După lăsarea la vatră, și-a continuat studiile, pe care le-a absolvit în 1988.
În februarie 1988 a fost numit ca director adjunct al sovhozului "Progresul" din satul Vozneseni (raionul Tarutino). Apoi, în perioada iulie 1989 - iulie 1996, a fost director al sovhozului "Serghei Lazo" din satul natal.
Țușco este căsătorit și are un fiu și o fiică. El este pasionat de literatura istorică.

## Cariera politică
Între anii 1994-2006, Vasil Țușco a îndeplinit funcția de deputat în Rada Supremă a Ucrainei în legislaturile II, III, IV și V. În 1994 a fost ales ca deputat pe listele Partidului Țărănesc din Ucraina. A devenit membru al Comisiei parlamentare pentru finanțe și bănci. În mai 1997, el s-a înscris în Partidul Socialist din Ucraina. În iunie 2002 a devenit prim-vicepreședinte al Comisiei parlamentare pentru Finanțe și Bănci. În februarie 2005 a fost numit în funcția de președinte al Administrației de Stat a Regiunii Odesa, fiind eliberat din funcție în aprilie 2006 după votul de blam al deputaților din Rada Supremă. În 2006 a condus grupul parlamentar al Partidului Socialist din Ucraina.
În paralel cu activitatea politică, a absolvit Facultatea de Drept din cadrul Academiei Naționale a Ministerului Afacerilor Interne, obținând calificarea de avocat.
La 1 decembrie 2006, Țușco a fost desemnat pentru funcția de ministru al afacerilor interne al Ucrainei în guvernul condus de Viktor Ianukovici, după ce predecesorul său Iuri Luțenko a fost demis de parlament. În mai 2007, președintele Viktor Iușcenko l-a demis pe procurorul general al Ucrainei, dar ministrul de interne a trimis trupele de poliție la sediul Parchetului pentru a împiedica evacuarea acestuia. Iușcenko a anunțat că a preluat conducerea forțelor ministerului de interne, dar Țușco a refuzat să respecte acest ordin pe care l-a catalogat ca "neconstituțional". Noul procuror general a dat dispoziția ca ministrul de interne să fie anchetat pentru abuz de putere .
La 18 decembrie 2007, guvernul lui Ianukovici a demisionat ca urmare a rezultatului obținut la alegerile parlamentare din 30 septembrie 2007. O lună mai târziu, toate acuzațiile împotriva lui Țușco au fost retrase.
Vasil Țușco a fost decorat cu Ordinul de Merit, clasa a III-a (1997).

## Problemele medicale din 2007
La 26 mai 2007, Țușco a suferit un infarct și a fost spitalizat ulterior ca urmare a stării medicale critice. Potrivit unor situri Internet, el a suferit de pe urma unei supradoze de metilxantină. După înrăutățirea sănătății sale, a fost transportat cu avionul într-un spital din Germania. Prietena lui Țușco, Tetiana Montian, a declarat că infarctul său a fost un rezultat al otrăvirii. Agenția de știri Interfax a prezentat o știre conform căreia starea de sănătate a lui Vasil Țușco s-a deteriorat în timp ce acesta se afla într-o clinică medicală din Germania. La 20 august 2007, Vasil Țușco a anunțat public că el nu crede că a fost otrăvit.
La 30 septembrie 2007, Vasil Țușco a anunțat că va demisiona din funcția de ministru al afacerilor interne al Ucrainei, deoarece trebuie să-și refacă sănătatea.